# Jorge Dominichi
Jorge Eduardo Dominichi Mejías-Lama (Buenos Aires, 31 marzo 1947 – Buenos Aires, 25 aprile 1998) è stato un calciatore argentino, di ruolo difensore. È deceduto a 51 anni a causa di un infarto.

## Caratteristiche tecniche
Giocava come difensore; ricoprì il ruolo di terzino destro.

## Carriera

### Club
Dominichi, cresciuto nelle giovanili del Defensores de Belgrano prima e del River poi, fece il suo esordio in prima squadra nel 1967, stagione in cui ebbe anche la possibilità di giocare in Coppa Libertadores. Prese poi parte anche alle edizioni 1970 e 1973 di tale manifestazione, assommando 21 presenze. Fu il terzino destro titolare del River per tutto il tempo in cui vi rimase, giocandovi 132 partite e andando a segno 8 volte. Si trasferì poi al Córdoba, in Segunda División spagnola, dato che il River Plate non rinnovò il suo contratto e si era pertanto ritrovato senza squadra. Arrivò alla compagine spagnola insieme al suo ex compagno di squadra Daniel Onega, e rimase ai bianco-verdi sino all'estate del 1975, quando passò all'Elche. Con la nuova divisa debuttò in Primera División durante la stagione 1975-1976, il 26 ottobre 1975 contro il Betis. In quella annata marcò la sua unica rete in massima serie iberica, alla 33ª giornata contro il Salamanca. Dopo aver disputato un'ulteriore edizione del campionato spagnolo con l'Elche decise di fare ritorno in Argentina, firmando per il Gimnasia y Esgrima di La Plata: con tale formazione giocò le ultime 7 partite della sua carriera, prima di ritirarsi.

### Nazionale
Con la propria selezione nazionale raccolse 13 presenze tra il 1971 e il 1973 durante la gestione Pizzuti. Prima di esordire in Nazionale maggiore aveva militato nella formazione Under-20, capitanandola durante il Sudamericano giovanile del 1967, tenutosi in Paraguay e vinto dall'Argentina. Giunta alla finale, la selezione albiceleste si ritrovò di fronte i padroni di casa, e la gara terminò 2-2: si decise dunque di tirare una monetina per decretare il vincitore. Dominichi scelse il lato giusto e l'Argentina ottenne il titolo. Debuttò in Nazionale A il 4 luglio 1971, durante l'incontro tra Argentina e Paraguay, valido per la Copa Chevallier. Partecipò poi alla Coppa d'Indipendenza Brasiliana nel 1972, giungendo al quarto posto.

## Palmarès

### Nazionale
- Campionato sudamericano Under-19: 1

1967